# Изабела Палеологина
Изабела Палеологина (на италиански: Isabella Paleologa, Isabella di Monferrato, * 7 септември 1419 в Монкалво, † май 1475 в Манта) от владетелската династия Палеолози е принцеса от Маркграфство Монферат и чрез женитба маркграфиня на Салуцо от 1475 до 1504 г.

## Произход
Тя е втората дъщеря на Джан Джакомо Палеолог (1395–1445), маркграф на Монферат, и на Джована Савойска (1392–1460), дъщеря на граф Амадей VII. Тя е сестра на маркграфовете Джовани IV, Вилхелм X и Бонифаций IV. По-голямата ѝ сестра Амадеа е омъжена през 1440 г. за Жан (Йоан) II, крал на Кипър.

## Брак и потомство
Изабела се омъжва на 7 август 1435 г. за Лудовико II дел Васто (1406–1475), маркграф на Салуцо от рода Дел Васто, клон на род Алерамичите. Имат девет деца:
- Лудовико II ̈(* 23 март 1438 в Салуцо, † 27 януари 1504 в Генуа), маркграф на Салуцо от 1475 до 1504 г., граф на Карманьола, вицекрал на Неапол
- Федерико († 1481), епископ на Карпантра
- Маргарита († 1485), омъжена 1465 г. за Жан дьо Лескюн, маршал на Франция († 1473)
- Джан Джакомо († 1512)
- Антонио († 1482, Сан Секондо), барон на Антон
- Карло Доменико (†1510), абат на Санта Мария ди Стафарда, Казанова дел Вилар Сан Костанцо в Салуцо, на Сан Пиетро дел Олмо
- Бианка († 1487), омъжена за граф Виталиано II Боромео, сеньор на Атона.
- Амадеа
- Луиджа